# Provinciale weg 919
De provinciale weg 919 (N919) is een provinciale weg in de provincies Friesland en Drenthe. De weg vormt een verbinding tussen Oosterwolde, waar de weg aansluit op de N351 en N381, en de N373 ter hoogte van de buurtschap Huis ter Heide. Bij de buurtschap Weper doorkruist de weg het natuurgebied Tiesingabosje.
De weg is uitgevoerd als tweestrooks-gebiedsontsluitingsweg met buiten de bebouwde kom een maximumsnelheid van 80 km/h. Ter hoogte van Veenhuizen was de weg voorzien van trajectcontrole. Inmiddels is deze verwijderd.

## Naamgeving
In de gemeente Ooststellingwerf heet de weg Venekoterweg, Schottelenbrugweg, Het Oost, Weper (naar de gelijknamige buurtschap) en Weperpolder. In de gemeente Noordenveld heet de weg achtereenvolgens Oosterwoldseweg, Hoofdweg en Kolonievaart (naar de gelijknamige vaart waar de weg parallel aan verloopt).
N34 · N46 · N351 · N353 · N354 · N355 · N356 · N357 · N358 · N359 · N360 · N361 · N362 · N363 · N364 · N365 · N366 · N367 · N368 · N369 · N370 · N371 · N372 · N373 · N374 · N375 · N376 · N377 · N378 · N379 · N380 · N381 · N382 · N383 · N384 · N385 · N386 · N387 · N388 · N390 · N391 · N392 · N393 · N398

N851 · N852 · N853 · N854 · N855 · N856 · N857 · N858 · N860 · N861 · N862 · N863 · N865 · N910 · N913 · N917 · N918 · N919 · N924 · N927 · N928 · N962 · N963 · N964 · N966 · N967 · N969 · N972 · N973 · N974 · N975 · N976 · N977 · N978 · N979 · N980 · N981 · N982 · N983 · N984 · N985 · N986 · N987 · N988 · N989 · N990 · N991 · N992 · N993 · N994 · N995 · N996 · N997 · N998 · N999

Cursief vermelde wegen zijn voormalige provinciale wegen.